# Sayed Siddick el-Mahdi
Sayed Siddick el-Mahdi, född 1911, död 1961, var en religiös och politisk ledare i Sudan. Han föddes i norra Sudan som son till Abd-el-Rahman el-Mahdi och tillhörde därmed en av de främsta familjerna i landet. Han trodde på icke-vålds-metoden för ett fritt Sudan, och 1945 bildade han Umma-partiet tillsammans med sin far. Han var far till Sadiq el-Mahdi, och bror till Hadi Abd-el-Rahman el-Madhdi.